# Butch James
Andrew David James, detto Butch (Johannesburg, 8 gennaio 1979), è un ex rugbista a 15 sudafricano, mediano d'apertura campione del mondo nel 2007 con gli Springbok.

## Biografia
Studente al Maritzburg College di Johannesburg, deve il soprannome Butch a sua nonna, che usava chiamarlo in tal modo sin da quand'era bambino.
Professionista dal 2000, esordì in Currie Cup nei Natal Sharks e in Super Rugby nella relativa franchise, gli Sharks; nel giugno 2001 debuttò per gli Springbok a Johannesburg contro la Francia; nel secondo dei due incontri con tale rappresentativa segnò i suoi primi punti, 15, che valsero al Sudafrica la vittoria per 20-15.
Più o meno regolare in Nazionale fino al novembre 2002, non fu più chiamato per quattro anni; tornò nel corso del tour invernale del 2006 e fu inserito nella rappresentativa che prese parte alla Coppa del Mondo di rugby 2007; in tale torneo disputò 6 incontri, con 9 punti complessivi, e si laureò campione del mondo.
Dopo la Coppa si trasferì in Inghilterra, al Bath, con cui esordì in Challenge Cup contro l'Auch e realizzando una meta.
Dopo 4 stagioni in Inghilterra, James annunciò il suo ritorno in Sudafrica alla fine della stagione 2010-11 per giocare nei Lions; la notizia faceva seguito al suo matrimonio con la sua compagna da sette anni, Julia, sua connazionale.
Dopo la mancata qualificazione dei Lions per il Super Rugby 2013, James è tornato alla franchigia degli Sharks, nel ruolo di riserva e mèntore delle giovani leve.

## Palmarès
- Coppe del mondo: 1
Sudafrica: 2007